# Guénégoré
Guénégoré is een gemeente (commune) in de regio Kayes in Mali. De gemeente telt 6600 inwoners (2009).
De gemeente bestaat uit de volgende plaatsen:
- Balandougou
- Dialakoto
- Gambéré
- Guénégoré
- Kassoun
- Komboréa
- Tambafinia
- Toumboun